# مطار تيانجين الدولي
مطار تيانجين الدولي (بالإنجليزية: Tianjin Binhai International Airport) (إياتا: TSN، إيكاو: ZBTJ) يقع في مدينة تيانجين في جمهورية الصين الشعبية. صنف مطار تيانجين الدولي في المرتبة الرابعة والعشرون في الصين من حيث عدد الركاب عام 2011 وفقًا لإدارة الطيران المدني في الصين، حيث تعامل مع 7،554،172 راكب، وبلغ إجمالي حركة الطائرات (القادمة والمغادرة) 84،831 طائرة وقد بلغت كمية البضائع المنقولة عبر المطار 182،857 طن.

## شركات الطيران والوجهات

### الركاب
| شركـات طيـران             | الوجهات |
| ------------------------- | --- |
| طيران الصين               | مطار تشانغتشون الدولي، مطار تشانغشا هوانغوا الدولي، مطار تشنغدو شوانغليو الدولي، مطار تشونغتشينغ جيانغبى الدولي، مطار داليان الدولي، مطار داتشينغ سارتو، مطار فوتشو تشانغله الدولي، مطار قوانغتشو باييون الدولي، مطار قويلين يانغ جيانغ الدولي، مطار قوييانغ لونغدونغابو الدولي، مطار هايكو ميلان الدولي، مطار هانغتشو شياوشان الدولي، مطار هاربين الدولي، مطار هوهوت بايتا الدولي، مطار هونغ كونغ الدولي، مطار هويزهو، مطار كورلا، مطار كونمينغ جانغشوي الدولي، Lianyungang، مطار نانينغ الدولي، مطار غيونغهاي بواو، مطار سانيا فينيكس الدولية، مطار إنتشون الدولي، مطار شانغهاي هونغكياو الدولي، مطار شانغهاي بودنغ الدولي، مطار شنيانغ الدولي، مطار شينزين باوان الدولي، مطار تاييوان وسو الدولي، مطار تونغهوا، مطار أورومتشي الدولي، مطار يهاي داسهويبو، مطار ونزهو يونجقيانج الدولي، مطار شيامن قاوتشي الدولي، مطار شيان شيانيانغ الدولي، مطار شينينغ الدولي، مطار ينتشوان خه دونغ، مطار ينينغ، مطار تشوهاى سانزو، مطار رينهواي ماوتاي |

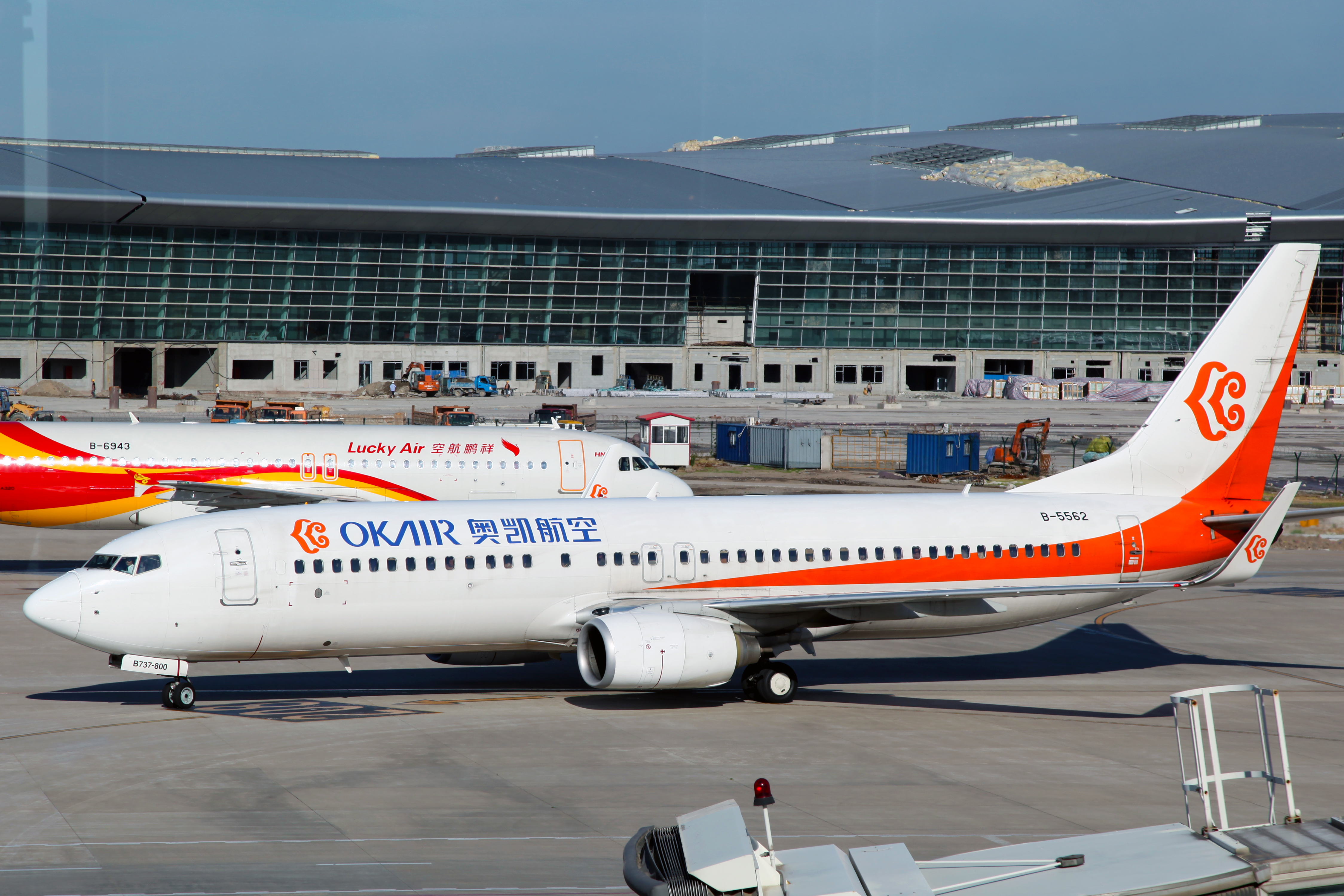
طائرة بوينغ 737-800 تابعة لخطوط طيران أوكاي في بينهاي

| طيران ماكاو               | مطار ماكاو الدولي |
| طيران صربيا               | مطار بلغراد نيكولا تسلا |
| خطوط العاصمة بكين الجوية  | مطار ساني ليجيانغ، مطار سانيا فينيكس الدولية |
| Chengdu Airlines          | مطار تشنغدو شوانغليو الدولي، مطار هايلار دونغشان، مطار أولانهوت |
| خطوط شرق الصين الجوية     | مطار بوشان يوندوان، مطار تشيفنغ يولونغ، مطار دالي، مطار هاربين الدولي، مطار كونمينغ جانغشوي الدولي، مطار لانتشو تشونغ تشوان، مطار لوئهو يونلونغ، مطار شانغهاي هونغكياو الدولي، مطار شانغهاي بودنغ الدولي، مطار تايتشو وقياو، مطار أولانهوت، مطار شيشوانغباننا غاسا، مطار ينتشوان خه دونغ |
| طيران الصين اكسبرس        | مطار بايشينغ جانغان، مطار باوتو يرليبان، مطار تشانغتشي وانغشون، مطار تشاويانغ، مطار تشونغتشينغ جيانغبى الدولي، مطار داليان الدولي، مطار هايكو ميلان الدولي، مطار جينينغ كوفو، مطار جيشي شينغايهو، مطار لوليانغ، مطار ماندالاي الدولي، مطار مودانجيانغ هايلانغ، مطار تشيتشيهار سانجيازي، مطار قوزهو، مطار تيانشوي ماجيشهان، مطار شيان شيانيانغ الدولي، مطار شانغينغ ليوجي، مطار وتايشهان، مطار شيشوانغباننا غاسا، Yan'an، مطار ينتشوان خه دونغ، مطار تشالانتون، مطار تشانغجياكو نينغيوان، مطار زوني شينزهو |
| خطوط جنوب الصين الجوية    | مطار تشانغتشون الدولي، مطار داليان الدولي، مطار قوانغتشو باييون الدولي، مطار قوييانغ لونغدونغابو الدولي، مطار جييانغ شاوشان، مطار سانيا فينيكس الدولية، مطار أورومتشي الدولي، مطار ووهان الدولي، مطار وتايشهان، مطار ييوو |
| China United Airlines     | مطار فوشان شادي (تبدأ في 21 يوليو 2023)، مطار هوايان ليانشوي (تبدأ في 22 يوليو 2023)، مطار شانغهاي هونغكياو الدولي، مطار شانغهاي بودنغ الدولي، مطار ونزهو يونجقيانج الدولي |
| Colorful Guizhou Airlines | مطار قوييانغ لونغدونغابو الدولي، مطار وانتشو وتشياو، مطار يبين واليانجي |
| Donghai Airlines          | مطار نانتونغ شينغ دونغ، مطار شينزين باوان الدولي، Wuhu |
| إيفا للطيران              | مطار تايوان تاويوان الدولي |
| Fuzhou Airlines           | مطار باوتو يرليبان، مطار فوتشو تشانغله الدولي، مطار هايلار دونغشان، مطار هاربين الدولي، مطار ليني شوبولينغ، مطا ريتشيو، مطار شيان شيانيانغ الدولي، مطار وتايشهان، مطار ييتشانغ سانشيا، مطار تشوشان بوتوشان |
| طيران جي إكس              | Chenzhou، مطار قانتشو هوانتشين، مطار قوييانغ لونغدونغابو الدولي، مطار لويانغ الدولي، مطار نانينغ الدولي، مطار نانيانغ جيانغ يينغ، مطار ييتشانغ سانشيا |
| خطوط هاينان الجوية        | Ankang، مطار تشانغشا هوانغوا الدولي، مطار داليان الدولي، مطار قوانغتشو باييون الدولي، مطار هايكو ميلان الدولي، مطار هاربين الدولي، مطار شينزين باوان الدولي، Yan'an |
| الخطوط الجوية اليابانية   | مطار تشوبو سنتراير الدولي |
| Jiangxi Air               | مطار نانتشانغ تشانغبى الدولي |
| Joy Air                   | مطار ألكسا لفت بانير بايانهوت، مطار باوتو يرليبان، مطار شيجياتشوانغ تشنغدينغ الدولي، مطار يانتاي جاوشوي الدولي، مطار يولين يو يانغ |
| خطوط جونياو الجوية        | مطار تشانغبايشان، مطار شانغهاي بودنغ الدولي |
| كوريا للطيران             | مطار إنتشون الدولي |
| طيران لونج                | مطار داليان الدولي، مطار ونزهو يونجقيانج الدولي |
| خطوط لاكي الجوية          | مطار لانتشو تشونغ تشوان، مطار ميانيانغ نانيجو |
| خطوط طيران أوكاي          | مطار أنقينج تيانزهوشان، مطار يايسي باما، مطار دون موينغ، مطار تشانغشا هوانغوا الدولي، مطار تشنغدو شوانغليو الدولي، مطار جيزهو جيوهواشان، مطار قوانغتشو باييون الدولي، مطار قويلين يانغ جيانغ الدولي، مطار هايكو ميلان الدولي، مطار هانغتشو شياوشان الدولي، مطار هاربين الدولي، مطار حيفي شينكياو الدولي، مطار جيجو الدولي، مطار كونمينغ جانغشوي الدولي، مطار لينفين غيوالي، مطار ميانيانغ نانيجو، مطار نانينغ الدولي، مطار نينغبو ليش الدولي، مطار سانيا فينيكس الدولية، مطار شينزين باوان الدولي، مطار شيهيان ودانغشان، مطار ووهان الدولي، مطار شيان شيانيانغ الدولي، مطار وتايشهان، Yan'an، مطار نانيانغ يانتشنغ، مطار يانغزهو تايزهو، مطار يبين واليانجي، مطار خه هوا تشانغجياجيه، Zhanjiang، مطار تشوهاى سانزو |
| Qingdao Airlines          | مطار تشانغتشون الدولي، مطار ساني ليجيانغ |
| Ruili Airlines            | مطار إينشي شوجيابينغ، مطار كونمينغ جانغشوي الدولي، Lianyungang، مطار ساني ليجيانغ، مطار شيشوانغباننا غاسا |
| سكوت للطيران              | مطار شانغي سنغافورة |
| خطوط شاندونغ الجوية       | مطار هوهوت بايتا الدولي، مطار شيامن قاوتشي الدولي، مطار ينتشوان خه دونغ |
| خطوط شانغهاي الجوية       | مطار شانغهاي هونغكياو الدولي، مطار شانغهاي بودنغ الدولي، مطار شيامن قاوتشي الدولي |
| خطوط شينزين الجوية        | مطار نانتشانغ تشانغبى الدولي، مطار نانتونغ شينغ دونغ، مطار جينجيانغ تشيوانتشو، مطار شينزين باوان الدولي |
| خطوط سيتشوان الجوية       | مطار فوتشنغ بيهاي، مطار تشانغتشون الدولي، مطار تشنغدو شوانغليو الدولي، مطار جينغديو الجديد، مطار تشونغتشينغ جيانغبى الدولي، مطار هايكو ميلان الدولي، مطار هانغتشو شياوشان الدولي، مطار هاربين الدولي، مطار هوايان ليانشوي، مطار كونمينغ جانغشوي الدولي، مطار لانتشو تشونغ تشوان، مطار لينفين غيوالي، مطار نانتشانغ تشانغبى الدولي، مطار نانينغ الدولي، Phuket، مطار جينجيانغ تشيوانتشو، مطار يشهون مينغيويشان، مطار خه هوا تشانغجياجيه، مطار تشوهاى سانزو |
| سبرينغ (شركة طيران)       | مطار لانتشو تشونغ تشوان، مطار نانتشانغ تشانغبى الدولي، مطار نينغبو ليش الدولي، مطار سانيا فينيكس الدولية |
| Spring Airlines Japan     | مطار ناريتا الدولي |
| Thai Lion Air             | مطار دون موينغ |
| خطوط تيانجين الجوية       | مطار تشانغتشون الدولي، مطار تشانغشا هوانغوا الدولي، مطار تشنغدو شوانغليو الدولي، مطار تشيفنغ يولونغ، مطار تشونغتشينغ جيانغبى الدولي، مطار داليان الدولي، مطار داتونغ يونغانغ، مطار فويانغ شيغوان، مطار قانتشو هوانتشين، مطار قوانغتشو باييون الدولي، مطار قوييانغ لونغدونغابو الدولي، مطار هايكو ميلان الدولي، مطار هايلار دونغشان، مطار هانغتشو شياوشان الدولي، مطار هاربين الدولي، مطار هوهوت بايتا الدولي، مطار هونغ كونغ الدولي، مطار هويزهو، مطار جينغدتشن جيا، مطار كونمينغ جانغشوي الدولي، مطار لانتشو تشونغ تشوان، Lianyungang، مطار ساني ليجيانغ، مطار ليوبانشوي يويزهاو، مطار لندن هيثرو، مطار تشوبو سنتراير الدولي، مطار نينغبو ليش الدولي، مطار كانساي الدولي، مطار تشينغيانغ، مطار سانيا فينيكس الدولية، مطار إنتشون الدولي، مطار شانغهاي هونغكياو الدولي، مطار شانغهاي بودنغ الدولي، مطار شيهيان ودانغشان، مطار سيدني، مطار طوكيو هانيدا الدولي، مطار تونغلياو، مطار أورومتشي الدولي، مطار ونزهو يونجقيانج الدولي، مطار ووهان الدولي، مطار شيامن قاوتشي الدولي، مطار شيان شيانيانغ الدولي، مطار شيلينهوت، مطار وتايشهان، مطار شيشوانغباننا غاسا، مطار نانيانغ يانتشنغ، مطار يانتاي جاوشوي الدولي، مطار تشنغتشو الدولي، مطار تشوهاى سانزو |
| طيران التبت               | مطار تشانغتشون الدولي، مطار تشنغدو شوانغليو الدولي، مطار تشونغتشينغ جيانغبى الدولي، مطار غانان شياهي، مطار كونمينغ جانغشوي الدولي، مطار لاسا الدولي، مطار نانشونغ غاوبينغ، مطار كامدو بامدا |
| خطوط فيت جيت              | مطار كام رانه الدولي |
| الخطوط الجوية الفيتنامية  | موسمي عارض: مطار كام رانه الدولي |
| West Air ‏                 | مطار تشونغتشينغ جيانغبى الدولي |
| خطوط زيامن الجوية         | مطار تشانغتشون الدولي، مطار تشانغشا هوانغوا الدولي، مطار تشونغتشينغ جيانغبى الدولي، مطار داليان الدولي، مطار فوتشو تشانغله الدولي، مطار قوانغتشو باييون الدولي، مطار قويلين يانغ جيانغ الدولي، مطار هايكو ميلان الدولي، مطار هانغتشو شياوشان الدولي، مطار هاربين الدولي، مطار نانينغ الدولي، مطار جينجيانغ تشيوانتشو، مطار شانغهاي هونغكياو الدولي، مطار شينزين باوان الدولي، مطار أورومتشي الدولي، مطار ووهان الدولي، مطار شيامن قاوتشي الدولي، مطار شيان شيانيانغ الدولي، مطار شينينغ الدولي، مطار ينتشوان خه دونغ، مطار يونتشنغ قوانقونغ، مطار تشوهاى سانزو |

### الشحن
| شركـات طيـران               | الوجهات                                                    |
| --------------------------- | ---------------------------------------------------------- |
| طيران الصين للشحن الجوي     | مطار شانغهاي بودنغ الدولي                                  |
| خطوط كل اليابان الجوية      | مطار داليان الدولي، مطار كانساي الدولي، مطار ناريتا الدولي |
| Grizodubova Air Company     | مطار أباكان                                                |
| الخطوط الجوية الصينية للشحن | مطار شانغهاي بودنغ الدولي                                  |
| خطوط هونغ كونغ الجوية       | مطار هونغ كونغ الدولي                                      |
| لوفتهانزا للشحن             | مطار فرانكفورت، مطار كراسنويارسك الدولي                    |
| كوريا للطيران               | مطار إنتشون الدولي                                         |
| TransAVIAexport Airlines    | مطار نوفوسيبيرسك                                           |
| خطوط فولجا دنيبر الجوية     | مطار أباكان                                                |
| الخطوط الجوية الأوزبكستانية | Navoi                                                      |